# ماونت هوپ، شهرستان واکر، آلاباما
ماونت هوپ (به انگلیسی: Mount Hope) یک منطقهٔ مسکونی در ایالات متحده آمریکا است که در شهرستان واکر، آلاباما واقع شده‌است. ماونت هوپ ۱۰۰٫۸۹ متر بالاتر از سطح دریا واقع شده‌است.